# Stazione di Genova Nervi
La stazione di Genova Nervi è una stazione ferroviaria situata sulla linea Genova-Pisa, a servizio dell'omonimo quartiere di Genova.

## Storia
La stazione fu inaugurata il 23 novembre 1868, contestualmente all'attivazione della ferrovia Genova-Chiavari.
Il fabbricato viaggiatori definitivo fu costruito nel 1884.
L'attivazione del raddoppio della tratta proveniente da Quarto dei Mille, che comportò alcune modifiche alla radice ovest del piazzale, risale al 12 agosto 1915. Il raddoppio della sezione successiva, fino a Pieve di Sori (attuale Pieve Ligure) data il 22 febbraio 1917.

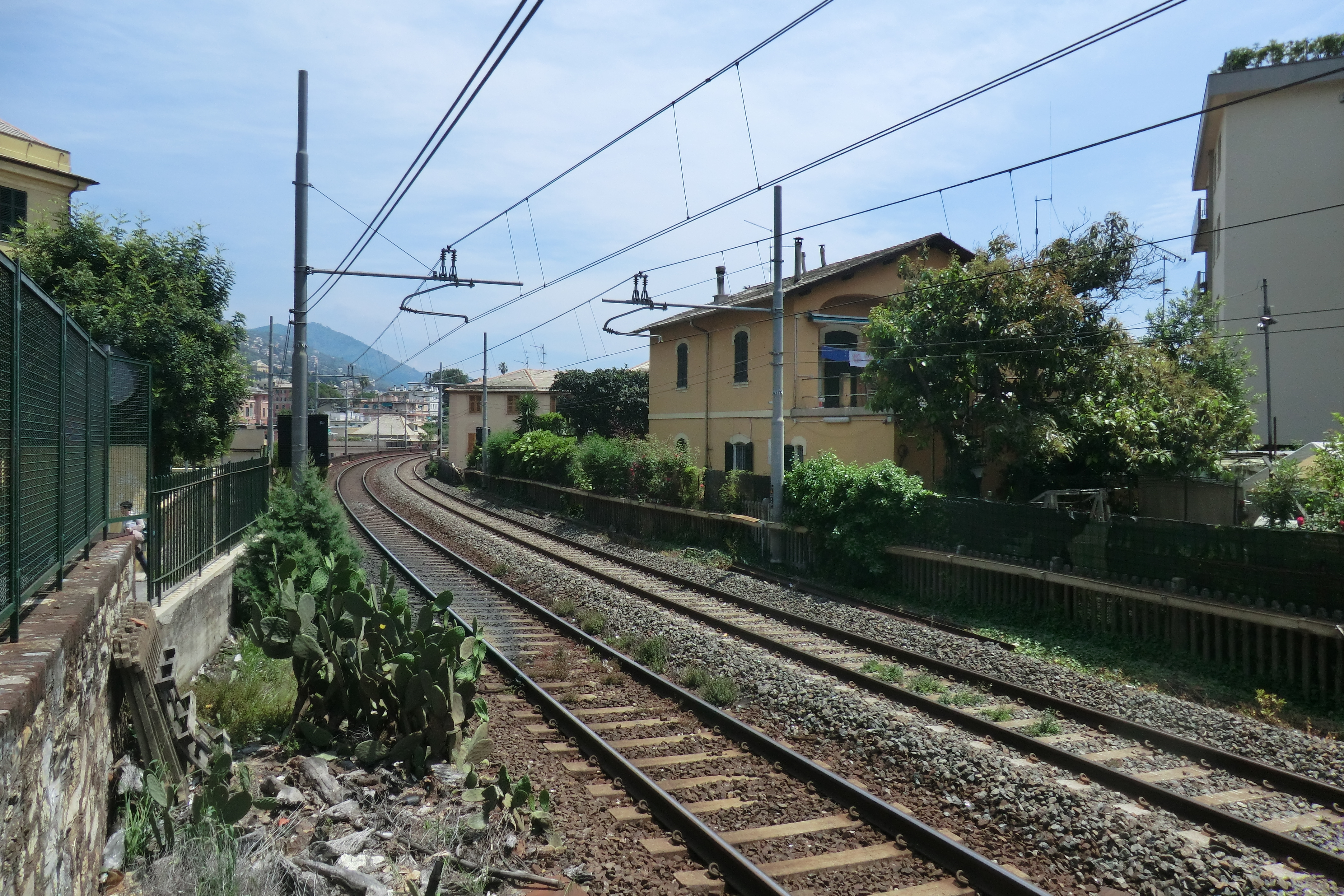
L'ex fermata di via Cattaneo

Nel 1926, in conseguenza dell'aggregazione a Genova dei comuni limitrofi, la stazione di Nervi assunse la nuova denominazione di "Genova Nervi".
Storicamente Nervi possedeva altri due impianti ferroviari:
- la fermata di Genova Sant'Ilario, già "Sant'Ilario Ligure", posta ad est (progressiva chilometrica 9+807), trasformata in fermata impresenziata il 16 gennaio 1951 e chiusa all'esercizio il primo maggio 1959;
- la fermata di Genova Via Cattaneo, posta ad ovest in corrispondenza dell'ex passaggio a livello presso il porticciolo (progressiva chilometrica 7+854); quest'ultima fu sospesa all'esercizio una prima volta il 12 febbraio 1915 in occasione dei lavori di raddoppio, riaperta il 1º maggio 1918, nuovamente chiusa fra il 1944 ed il 1945 e definitivamente soppressa il 15 gennaio 1948.

## Strutture e impianti

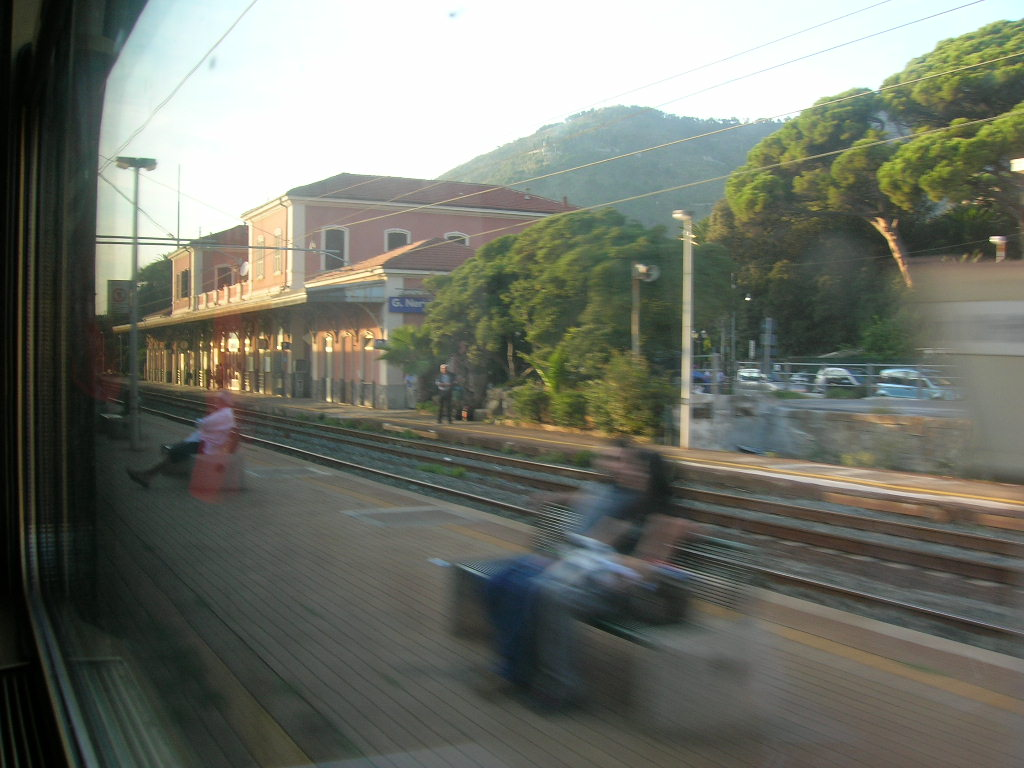
La stazione fotografata dal treno

Situata alla periferia orientale del capoluogo ligure, la stazione di Genova Nervi è servita da collegamenti regionali svolti da Trenitalia nell'ambito del contratto di servizio stipulato con la Regione Liguria ed è utilizzata quale capolinea di alcuni servizi ricadenti nel servizio ferroviario urbano di Genova.
L'impianto, posto tra le fermate di Genova Quinto al Mare e Bogliasco, dispone di tre binari per il servizio passeggeri; l'ex fascio merci, con annesso magazzino, è oggi utilizzato per il ricovero per mezzi d'opera impiegati per la manutenzione alla linea.
Un'ampia porzione dell'ex scalo merci è stata trasformata in parcheggio a pagamento.
La stazione è situata vicino ad uno degli ingressi dei Parchi di Nervi ed è collegata alla sottostante Passeggiata Anita Garibaldi tramite un sottopassaggio.

## Servizi
La stazione, che RFI classifica di categoria silver, dispone di:
- Biglietteria automatica
- Bar
- Sala d'attesa
- Servizi igienici

## Interscambi
La stazione è servita da molteplici linee automobilistiche gestite da AMT.
- Fermata autobus

## Curiosità
Nel 1984 la stazione di Nervi è stata impiegata come set per una pubblicità dell'aranciata Sanpellegrino rimasta in programmazione per diversi mesi.